# Sân bay quốc tế Techo Takhmao
Sân bay quốc tế Techo Takhmao (tiếng Khmer: អាកាសយានដ្ឋានអន្តរជាតិតេជោតាខ្មៅ) (IATA: KTI, ICAO: VDTI) là sân bay quốc tế hiện đang được xây dựng tại tỉnh Kandal, Campuchia. Nằm cách thủ đô Phnôm Pênh khoảng 30–40 kilômét (16–22 NM; 19–25 mi) về phía Nam, sân bay này dự kiến sẽ đi vào hoạt động hoàn toàn vào năm 2025 và thay thế Sân bay quốc tế Phnôm Pênh hiện tại thành sân bay chính của thành phố. Sân bay sẽ trải dài hơn 2,600 hécta (6,42 mẫu Anh) ở tỉnh Kandal. Sau khi hoàn thành, nó sẽ là sân bay lớn thứ chín trên thế giới và được chỉ định là sân bay hạng 4F.